# Itame acquiaria
Itame acquiaria är en fjärilsart som beskrevs av Pierre Millière 1875. Itame acquiaria ingår i släktet Itame och familjen mätare. Inga underarter finns listade i Catalogue of Life.